# Spațiu simplu conex
În topologie un spațiu topologic se numește simplu conex (sau 1-conex) dacă este conex și fiecare cale dintre două puncte poate fi transformată continuu (intuitiv pentru spații încorporate, rămânând în spațiu) în orice altă cale, conservând în același timp cele două puncte de capăt în cauză. Grupul fundamental al unui spațiu topologic este un indicator al eșecului ca spațiul să fie unul simplu conex: un spațiu topologic conex este simplu conex dacă și numai dacă grupul său fundamental este trivial.

## Definiție și formulări echivalente

Această figură reprezintă o mulțime care nu este simplu conexă deoarece orice buclă care cuprinde una sau mai multe găuri nu poate fi contractată într-un punct fără a ieși din regiune

Se spune despre un spațiu topologic X că este simplu conex dacă este conex și orice buclă din X definită de f : S1 → X poate fi contractată într-un punct: există o aplicație continuă F : D2 → X astfel încât F restricționată la S1 este f. Aici, S1 și D2 sunt cercul unitate, respectiv discul unitate închis din planul euclidian.
O formulare echivalentă este următoarea: X este simplu conex dacă și numai dacă este conex și întotdeauna p : [0,1] → X și q : [0,1] → X sunt două căi (adică aplicații continue) cu aceleași puncte de început și sfârșit (p(0) = q(0) și p(1) = q(1)), atunci p poate fi deformată continuu în q ținând ambele puncte de capăt fixe. Explicit, există o omotopie {\displaystyle F:[0,1]\times [0,1]\rightarrow X} astfel încât {\displaystyle F(x,0)=p(x)} și {\displaystyle F(x,1)=q(x)}.
Un spațiu topologic X este simplu conex dacă și numai dacă X este conex și grupul fundamental al lui X în fiecare punct este trivial, adică constă doar din elementul neutru. Similar, X este simplu conex dacă și numai dacă pentru toate punctele {\displaystyle x,y\in X} setul de morfisme {\displaystyle \operatorname {Hom} _{\Pi (X)}(x,y)} din grupoidul fundamental al X are un singur element.
În analiza complexă: o submulțime deschisă {\displaystyle X\subseteq \mathbb {C} } este simplu conexă dacă și numai dacă ambele X și complementul său în sfera Riemann sunt conexe. Mulțimea numerelor complexe cu o parte imaginară strict mai mare ca zero și mai mică de unu, oferă un exemplu frumos de submulțime conexă deschisă nemărginită a planului, al cărei complement nu este conex. Totuși, este simplu conexă. Ar putea fi, de asemenea, demn de subliniat că o relaxare a cerinței ca X să fie conexă duce la o explorare interesantă a submulțimilor deschise ale planului cu complement extins conex. De exemplu, o mulțime deschisă (nu neapărat conexă) are un complement extins conex exact atunci când fiecare dintre componentele sale conexe sunt simplu conexe.

## Discuție informală

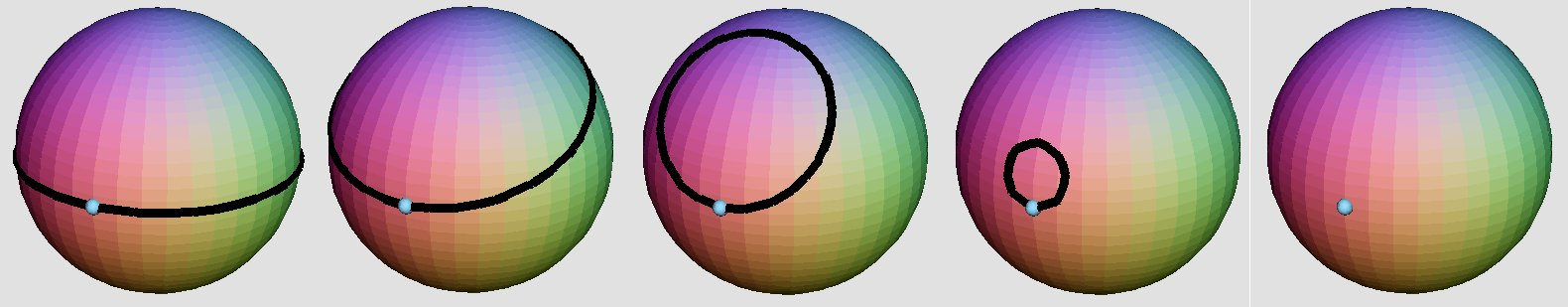
O sferă este simplu conexă deoarece orice buclă poate fi contractată (pe suprafață) într-un punct

Informal, un obiect din spațiul comun este simplu conex dacă este format dintr-o singură bucată și nu are „găuri” care trec prin el. De exemplu, o gogoașă sau o ceașcă de cafea (cu toartă) nu sunt simplu conexe, în timp ce o minge de cauciuc goală pe dinăuntru este simplu conexă. În două dimensiuni, un cerc (înțeles ca linia care îl reprezintă) nu este simplu conex, în timp ce un disc sau o linie sunt. Spațiile care sunt conexe, dar nu simplu conexe sunt numite multiplu conexe.
Definiția exclude numai găurile în formă de toartă. O sferă (sau, echivalent, o minge de cauciuc cu centrul gol) este simplu conexă, deoarece orice buclă de pe suprafața unei sfere se poate contracta într-un punct, chiar dacă are o "gaură" în centrul gol. Condiția mai puternică, ca obiectul să nu aibă găuri în orice dimensiune, se numește contractilitate (sau contractibilitate).

## Exemple

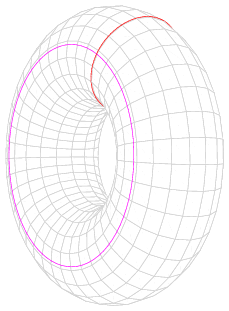
Un tor nu este o suprafață simplu conexă. Niciuna dintre cele două bucle colorate prezentate aici nu poate fi contractată într-un punct fără a părăsi suprafața. De asemenea, un tor plin nu este simplu conex, deoarece bucla mov nu se poate contracta într-un punct fără a părăsi corpul.

- Spațiul euclidian R2 este simplu conex, dar R2 fără originea sa, (0,0), nu este. Dacă n > 2, atunci ambele Rn și Rn fără origine sunt simplu conexe.

- Analog: n-sfera Sn este simplu conexă dacă și numai dacă n'  ≥ 2.
- Orice submulțime convexă a lui Rn este simplu conexă.
- Torul, cilindrul (eliptic), banda Möbius, planul proiectiv și sticla lui Klein nu sunt simplu conexe.
- Orice spațiu vectorial topologic este simplu conex, inclusiv spațiile Banach și Hilbert.
- Pentru n ≥ 2, grupul ortogonal special SO(n, R) nu este simplu conex iar grupul unitar special SU(n) este simplu conex.
- Compactificarea într-un punct a R nu este simplu conexă (chiar dacă R este simplu conex).
- Dreapta lungă L este simplu conexă, dar compactificarea sa, dreapta lungă extinsă L∗ nu este (deoarece nu este nici măcar conexă prin arce).

## Proprietăți
O suprafață (varietate topologică bidimensională) este simplu conexă dacă și numai dacă este conexă iar genul (numărul de „găuri” al suprafeței) este 0 .
O acoperire universală a oricărui spațiu (adecvat) X este un spațiu simplu conex, care se aplică pe X printr-un spațiu de acoperire.
Dacă X și Y sunt echivalente homotopic și  X  este simplu conex, atunci la fel este și Y.
Imaginea unei mulțimi simplu conexe printr-o funcție continuă nu trebuie să fie simplu conexă. De exemplu planul complex printr-o funcție exponențială: imaginea este C ∖ {0}, care nu este simplu conexă.
Noțiunea de simplu conex este importantă în analiza complexă din cauza următoarelor fapte: 
- Teorema integrală Cauchy spune că dacă U este o submulțime deschisă simplu conexă a planului complex C, iar f : U → C este o funcție olomorfă, atunci f are o primitivă F pe U, iar valoarea oricărei integrale curbilinii din U cu integrantul f depinde doar de punctele de capăt u și v și poate fi calculată ca  F(v) − F(u). Integrala nu depinde deci de o anumită cale care leagă u și v.
- Teorema de reprezentare conformă Riemann⁠(d) afirmă că orice submulțime deschisă nevidă, simplu conexă din C (cu excepția C propriu-zis) este o transformare conformă a discului unitate.

Noțiune de „simplu conex” este esențială în conjectura Poincaré.